# هنری پیر پیکو
هنری پیر پیکو (انگلیسی: Henri-Pierre Picou; ۲۷ فوریهٔ ۱۸۲۴ – ۱۶ ژوئیهٔ ۱۸۹۵) نقاش اهل فرانسه بود.

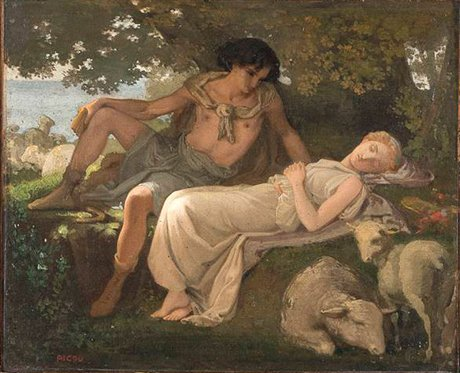
تیرسی و کلوری اثر هانری پیر پیکو، رنگ روغن روی بوم، 37 در 46 سانتی متر

وی همچنین برندهٔ جوایزی همچون جایزه بزرگ رم شده‌است.